# Prekovce
Prekovce en serbe latin et Prekoc en albanais (en serbe cyrillique : Прековце) est une localité du Kosovo située dans la commune/municipalité de Novobërdë/Novo Brdo, district de Pristina (Kosovo) ou district de Kosovo-Pomoravlje (Serbie). Selon le recensement kosovar de 2011, elle compte 214 habitants, tous serbes.

## Démographie

### Évolution historique de la population dans la localité
| 1948 | 1953 | 1961 | 1971 | 1981 | 1991 | 2011 |
| ---- | ---- | ---- | ---- | ---- | ---- | ---- |
| 456  | 515  | 597  | 621  | 592  | 489  | 214  |

|  |